# Уеме (департамент)
Уемѐ (на френски: Ouémé) е департамент в южен Бенин. В него е разположена столицата на Бенин, град Порто Ново, който е столица и на департамента. Уеме граничи с Нигерия на изток. Съставен е от 9 общини. Площта му е 1281 квадратни километра, а населението – 1 100 404 души (по преброяване през май 2013 г.).